# 사회방언
사회방언(社會方言, sociolect)은 사회경제적 계층, 직업, 연령대, 성별 등 다양한 사회집단에 따라 다르게 사용되는 언어의 형태나 고유한 어휘 집합을 말한다. 사회언어학의 주요한 탐구 주제 중 하나이다.
사용역(register)이라는 용어와 같은 의미로 사용되기도 하고, 그 중에서 특히 사회집단에만 한정된 논의를 할 때 사회방언이라는 용어를 구분하여 사용하기도 한다. 특수용어(jargon)이나 속어(slang)과 같은 말과도 자주 혼용된다.

## 같이 보기
- 변말
- 개인방언